# Leśniczówka w Złatnej
Leśniczówka w Złatnej – drewniana leśniczówka z 2. połowy XIX wieku w Złatnej w powiecie żywieckim, wpisana do rejestru zabytków nieruchomych województwa śląskiego.

## Historia
Budynek nadleśnictwa został wzniesiony w 1853 roku według projektu Karola Pietschki z tegoż roku (według innego źródła w 1853 roku powstał projekt, natomiast budynek miał zostać wzniesiony w 1876 roku), elementy zdobnicze zostały oparte na tradycyjnej willi szwajcarskiej i przypominają wzornictwo tyrolskie. 22 grudnia 1987 roku zespół leśniczówki, tj. leśniczówka, budynek gospodarczy, stodoła (nie istnieje) oraz ogrodzenie z bramą zostały wpisane do rejestru zabytków nieruchomych województwa śląskiego pod numerem A-544/87. Budynek leży na Szlaku Architektury Drewnianej.

## Architektura
Budynek z zabudową gospodarczą o konstrukcji wieńcowej z bali modrzewiowych na wysokiej kamiennej podmurówce nakryty dachem dwuspadowym z szerokim okapem. Nad głównym wejściem znajduje się szczyt z balkonem. Wokół budynku poprowadzono kryty ganek. Wewnątrz, od wejścia głównego biegnie korytarz, który prowadzi z jednej strony do kancelarii, a z drugiej do pokoju mieszkalnego, z którego można przejść do dalszych dwóch pokoi. Na końcu korytarza za drzwiami jest część gospodarcza. Schody na strych prowadzą z sieni gospodarczej, z której można także przejść do piwnicy, kuchni i części inwentarskiej. Przy części gospodarczej postawiono zabudowę inwentarską ze strychem. W otoczeniu leśniczówki rośnie pięć lip-pomników przyrody, których wiek ocenia się na 150-200 lat.